# Ammothea magniceps
Ammothea magniceps là một loài nhện biển trong họ Ammotheidae. Loài này thuộc chi Ammothea. Ammothea magniceps được miêu tả khoa học năm 1884 bởi Thompson.